# Yves Berger
Pour les articles homonymes, voir Berger (homonymie).
Œuvres principales
Le Sud (1962)
Yves Berger né le 14 janvier 1931 à Avignon et mort le 16 novembre 2004 à Paris 17e, est un écrivain et éditeur français.
Il est de 1960 à 2000 le directeur littéraire des Éditions Grasset, chez qui il publia plusieurs romans, dans lesquels il exprime son attachement aux États-Unis.

## Biographie
Fils de transporteur routier, Yves Berger affirme que ce détail a son importance car plusieurs de ses ouvrages sont emplis de son amour des voyages. Enfant, durant l'occupation de la France pendant la guerre, avec son père, il nourrira l'amour des cartes de géographie et son amour rêvé pour l'Amérique (ils y suivront ensemble l'avancée des nazis, des alliés, de la guerre). Le débarquement des Américains sera une libération comme une révélation à l'enfant qu'il était : de ce jour-là, grandira pour ne jamais s'éteindre, un amour passionné pour l'Amérique et son premier peuple : les Amérindiens (jusqu'à la fin de sa vie, il œuvrera à aider plusieurs  réserves indiennes, après plus de 200 voyages)  . Après des études secondaires au lycée Frédéric Mistral d'Avignon, Yves Berger fait ses études supérieures à Montpellier et à Paris. Il garde de ses origines méridionales la faconde, une grande jovialité et un accent proche de Raimu. Son enfance, bercée de Jack London ou de Fenimore Cooper, lui inspire cette passion du Nouveau Monde qui jamais ne le quitte.
Enseignant d'anglais, il entre en 1960 chez Grasset, dont il devient l'un des piliers. Il y gagne le surnom de « manitou des prix littéraires » et la réputation de faire ou défaire les prix. Il écrit son premier roman, Le Sud, en 1962 sur la Virginie avant la guerre de Sécession. Yves Berger contribue aussi à faire connaître en France les auteurs francophones, tels Marie-Claire Blais ou Antonine Maillet et préface et contribue à faire éditer en France, pour la première fois traduites en français, les œuvres d'auteurs indiens comme Dee Brown, Vine Deloria et de Scott Momaday à son sens le plus grand écrivain amérindien d'aujourd'hui.
Dans les années 70, après l'éclatement de l'ORTF, il conseille à Pierre Sabbagh et Jacqueline Baudrier de confier Apostrophes à Bernard Pivot. En 1976, dans l'émission de Jacques Chancel, Radioscopie, il raconte avoir attendu quatorze ans pour accoucher de son livre Le Fou d'Amérique.
Il est nommé en 1996 président de l'Observatoire national de la langue française, organisme aujourd'hui défunt, puis le 17 octobre 2003 vice-président du Conseil supérieur de la langue française. Il pestait contre les ravages de l'anglo-américain sur la langue française. En avril 2004, il est élu par l'Académie royale de langue et de littérature françaises de Belgique pour occuper le siège de Robert Mallet, décédé le 4 décembre 2002.
Jusqu'à la fin de sa vie, il a œuvré et collaboré à des ouvrages pour, toujours, contredire la caricature faite des Amérindiens d'Amérique du Nord. Amoureux de la langue française il aimait aussi celle de l'Amérique : il défendait la qualité de la différence des cultures et la richesse qui découle de leurs rencontres. Le français devait garder sa beauté, sa richesse et sa complexité, comme l'anglais, comme toutes les langues de cette planète (dont une disparaît tous les 15 jours). Il pensait que la beauté, la richesse humaine était dans la diversité, préservée, dans la protection de chaque culture, aucune n'essayant de détruire l'autre. Un juste respect : le même pour les Amérindiens, les Français, les Berbères, etc.
La préservation de la langue, de la culture et de la spiritualité qui va avec, contre cette uniformisation voulue et forcée, qui voudrait qu'il n'y ait plus de diversité humaine, juste une vaste soupe d'une humanité uniforme, monochrome, grise. Il défendait les couleurs, les joies, les plaisirs de la vie humaine avant que son unique désir ne soit que d'être la machine la plus parfaite. Il était également parfaitement odieux quand il refusait un manuscrit par un jeune auteur, comme s'il enviait un talent naissant.

## Œuvres

### Romans
- Le Sud (1962, prix Femina)
- Le Fou d'Amérique (1976)
- Les Matins du Nouveau Monde (1987)
- La Pierre et le Saguaro (1990, Prix de la langue française)
- L'Attrapeur d'ombres (1992), Prix Colette
- Immobile dans le courant du fleuve (1994, prix Médicis)
- Le Monde après la pluie (1997)
- Santa Fé (2000). Thème de la jeunesse perdue. C'est l'histoire de la double passion d'un homme, Roque, la soixantaine. Celle qu'il porte à Léa, qui a 18 ans, et celle qu'il voue au Nouveau Monde.

### Essais
- Boris Pasternak (1958)
- Que peut la littérature ?, (collectif)
- Dictionnaire amoureux de l'Amérique, Plon, coll. « Dictionnaire amoureux » (Prix Renaudot de l'essai en 2003)

### Bibliophilie
- La Galerie indienne du fou d'Amérique (extrait du livre Le Fou d'Amérique), 204 exemplaires enrichis chacun de dix lithographies originales numérotées, titrées et signées de Pierre Cayol, éditions Alain Barthélémy, Avignon, 1985.

## Récompenses et distinctions

### Prix littéraires
- 1962 : Prix Femina pour Le Sud
- 1987 : Prix Prince-Pierre-de-Monaco dans la catégorie Prix littéraire
- 1990 : Prix de la langue française
- 1994 : Prix Médicis pour le Immobile dans le courant du fleuve
- 2003 : Prix Renaudot de l'essai pour le Dictionnaire amoureux de l'Amérique

### Décorations
- Chevalier de la Légion d'honneur (1993)
- Officier de l'ordre national du Mérite
- Commandeur de l'ordre des Arts et des Lettres (promotion du 24 novembre 1994[4]).